# Ciclo metónico

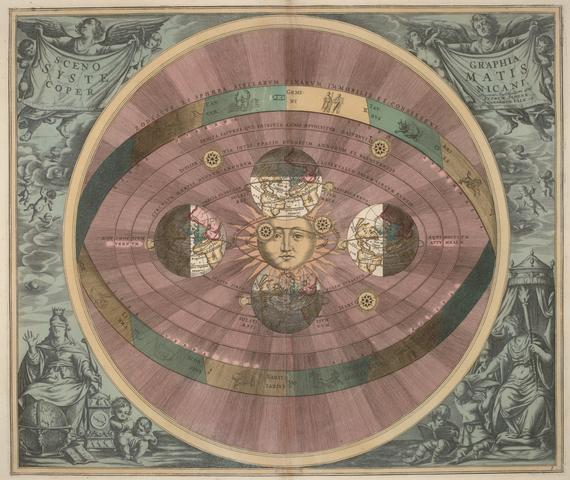
Sistema Solar Heliocéntrico.

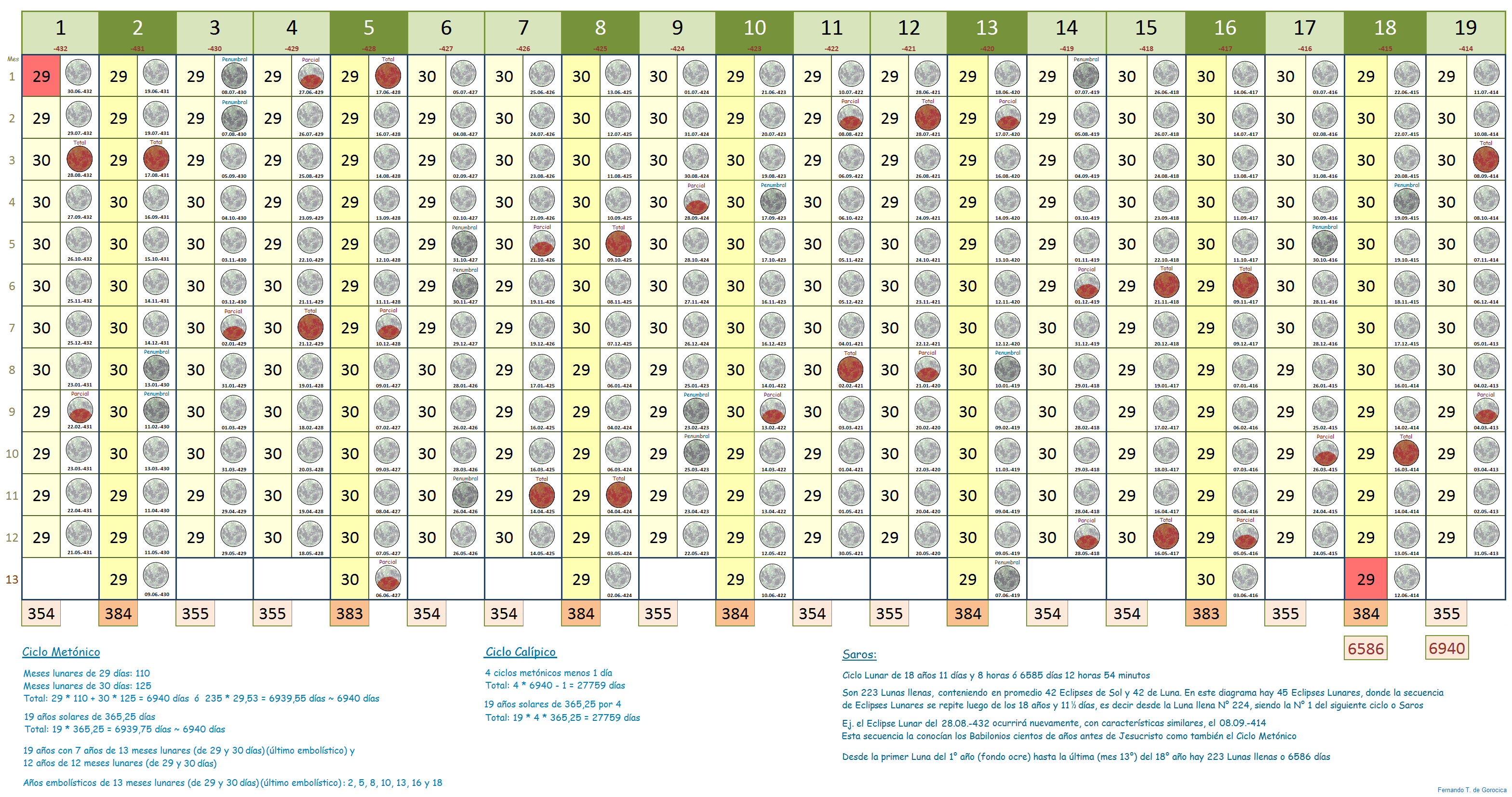
Ciclo metónico.

En astronomía y con el establecimiento de los calendarios, el ciclo de Metón o ciclo metónico es un común múltiplo aproximativo de los períodos orbitales de la Tierra (ciclo solar) y de la Luna (ciclo lunar).

## Descripción
En efecto, 19 años tropicales y 235 meses sinódicos no difieren más que en 2 horas; de ahí que después de 19 años, las mismas fechas del año correspondan con las mismas fases de la Luna.
El puesto de un año en este ciclo se llama número áureo, quizá porque era grabado cada año en los pilares de un templo en Atenas y es utilizado para el cálculo de la fecha de Pascua.
El nombre de ciclo metónico proviene del astrónomo griego Metón, quien había señalado ya esta coincidencia alrededor del 432 a. C., como lo hizo el astrónomo caldeo Kidinnu hacia el 380 a. C.
Pero los escritos cuneiformes parecen indicar que este ciclo era ya conocido en Mesopotamia desde el siglo VI a. C. y era utilizado para predecir los eclipses.
El ciclo de Metón es empleado en los calendarios lunisolares. En un calendario lunisolar típico, la mayor parte de los años son años lunares de 12 meses, pero 7 de los 19 años poseen un mes suplementario, conocido con el nombre de mes intercalar o embolísmico. En los calendarios babilonios y hebreos antiguos, los años: 3, 6, 8, 11, 14, 17 y 19, son años de trece meses del ciclo metónico.
Existen igualmente otros dos ciclos similares: el octaeteris (8 años ≈ 99 lunaciones, cf. calendario ático) y el tritos (11 años ≈ 136 lunaciones).
El ciclo metónico está igualmente próximo (a casi medio día) de 255 meses draconíticos. Es pues igualmente un ciclo de eclipses, que dura solamente 4 o 5 eclipses. El tritos, cercano a 146,5 meses draconíticos, es un mejor ciclo de eclipses.
Una aplicación históricamente muy importante del ciclo metónico en el calendario alejandrino y en el calendario juliano, basados en el ciclo solar, era el ciclo lunar metónico de 19 años. Hacia el año 260 el computador alejandrino Anatolius era el primero en construir una versión de este instrumento computista eficiente para determinar la fecha del domingo de Pascua.
Sin embargo, es la versión de Aniano (hacia el año 400) del ciclo lunar metónico de 19 años que finalmente como la estructura básica de la tabla de Pascua de Beda Venerabilis (725) ha ido prevalecer en todo la cristiandad por mucho tiempo, al menos hasta en el año 1582, cuando el calendario juliano fue reemplazado por el calendario gregoriano.
Otra versión del ciclo lunar metónico de 19 años era a la base de la tabla pascual utilizada en el imperio bizantino.